# Juillet 1964
Cette page présente les faits marquants du mois de juillet 1964.

## Évènements
- 2 juillet : adoption par le Congrès du Civil Rights Act (loi sur les « droits civiques » accordés aux minorités).

- 6 juillet : indépendance du Malawi (ex-Nyassaland).

- 10 juillet : 
  - Loi programmant la suppression des départements de la Seine et de Seine-et-Oise au profit de la création des départements des Yvelines, de l'Essonne, des Hauts-de-Seine, de la Seine-Saint-Denis, du Val-de-Marne et du Val-d'Oise. L'entrée en vigueur de la loi est fixée au 1er janvier 1968.
  - Référendum constitutionnel congolais. Moïse Tshombe, forme un gouvernement de salut public au Congo-Léopoldville.

- 11 juillet (Formule 1) : Grand Prix automobile de Grande-Bretagne.
- 14 Juillet (Cyclisme) : Jacques Anquetil gagne son 5e et dernier tour de France à Paris, il est le premier à gagner le Tour de France 5 fois.

- 17 - 21 juillet[1] : deuxième sommet de l'OUA réuni au Caire. Les États membres s'engagent à respecter les frontières existantes.

- 18 juillet : émeutes raciales à Harlem.

- 20 juillet (Colombie) : création du FARC[2], groupe de guérilla d'obédience marxiste issue du parti communiste et du ELN, groupe de guérilla d'obédience guévariste.

- 28 juillet : inauguration par André Malraux de la fondation Maeght à Saint-Paul-de-Vence.

## Naissances
- 1er juillet : Bernard Laporte, joueur, entraîneur dirigeant français de rugby à XV, homme d'affaires et homme politique français.
- 9 juillet : 
  - Courtney Love, musicienne et actrice américaine.
  - Gianluca Vialli, footballeur italien († 6 janvier 2023).
- 12 juillet : Serge Lehman, auteur de science-fiction français.
- 16 juillet :
  - Miguel Indurain, cycliste espagnol.
  - Nino Bourdjanadze, femme politique, présidente de la Géorgie par intérim.
  - Anne Provoost, écrivain belge.
- 20 juillet : Chris Cornell, chanteur et guitariste américain.
- 21 juillet : 
  - Akira Yasuda, illustrateur japonais.
  - Oleg Kononenko, cosmonaute russe.
- 22 juillet : 
  - Alain Foka, journaliste camerounais.
  - Adam Godley, acteur britannique.
- 26 juillet :
  - Philippe Blasband, cinéaste belge.
  - Sandra Bullock, comédienne américaine.

## Décès
- 3 juillet : André Gagey, peintre français (° 1er juillet 1888).
- 12 juillet : Maurice Thorez, Waldeck Rochet lui succède à la tête du PCF (° 1900).
- 13 juillet : Achille Delattre, homme politique belge (° 24 août 1879).
- 25 juillet : Henri Marret, peintre français (° 15 février 1878).